# Lancia Bertone Sibilo
La Lancia Bertone Sibilo, chiamata anche Lancia Sibilo o Bertone Sibilo, è una concept car progettata e realizzata dalla Carrozzeria Bertone basata sulla Lancia Stratos nel 1978.

## Il contesto
La Sibilo eredita direttamente dalla Lancia tutta la meccanica eccetto che per il passo, allungato di 10 cm. Le caratteristiche principali della macchina sono le linee affilate che vogliono includere tutte le superfici come fossero un solo oggetto unico. I finestrini in policarbonato si fondono con la carrozzeria; la vernice color cioccolato non si ferma sui pannelli ma viene sfumata anche sugli stessi finestrini, inglobandoli armonicamente nell'insieme. Su questi ultimi è presente una piccola porzione circolare che può essere fatta scorrere manualmente in orizzontale. 
La Sibilo ha un solo tergicristallo che scorre orizzontalmente sul parabrezza piatto e i fari a scomparsa. Il nome della vettura, posto al centro della coda tra i due fanali, riproduce la grafica di un display digitale. La strumentazione è completamente digitale e posizionata su due display lunghi e sottili posti al centro del cruscotto. Per mantenere concentrato il guidatore i comandi secondari sono raccolti al centro del volante, realizzato con un calco in gesso della mano per adattarlo alla presa naturale delle mani.
La vettura è rimasta di proprietà della Bertone dalla presentazione al Salone di Torino 1978 fino al maggio 2010 quando, attraverso un'asta pubblica, è stata acquistata dal noto collezionista Corrado Lopresto.